# Daphniphyllum neilgherrense
Daphniphyllum neilgherrense là một loài thực vật có hoa trong họ Daphniphyllaceae. Loài này được (Wight) K.Rosenthal miêu tả khoa học đầu tiên năm 1919.